# Zhao Dan

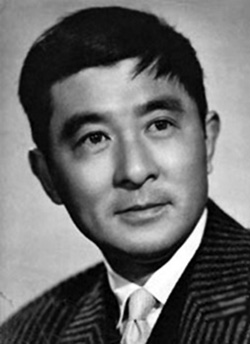
Zhao Dan kring 1961.

Zhao Dan (kinesiska: 赵丹?, pinyin: Zhào Dān), född 27 juni 1915 i Yangzhou, död 10 oktober 1980 i Peking, var en kinesisk skådespelare och regissör.
Hans familj härstammar från Feicheng i Shandong-provinsen, men han föddes i Yangzhou och växte upp i Nantong, båda i Jiangsu-provinsen. 
Zhao Dan slog igenom som skådespelare på 1930-talet under vad som kallats det kinesiska filmens guldålder. 1932 anställdes han av Mingxing filmstudio (kinesiska: 明星影片公司?, pinyin: Míngxīng yǐngpiàn gōngsī), där han skulle komma att agera i en rad mycket framgångsrika filmer, bland annat i Gatans änglar (kinesiska: 马路天使?, pinyin: Mǎlù tiānshǐ) mot skådespelerskan och sångerskan Zhou Xuan (kinesiska: 周璇?, pinyin: Zhōu Xuán).
Han gick med i Kinas kommunistiska parti 1957, men utsattes för förföljelser under kulturrevolutionen och fick sitta i fängelse fem år.